# 飯田祥二郎
飯田祥二郎（日语：／ Iida Shōjirō，1888年8月8日—1980年1月23日），為大日本帝國陸軍的軍人，最終階級為陸軍中將。在太平洋戰爭期間負責指揮日本軍第15軍進攻英屬緬甸（史稱緬甸戰役），為南方軍司令官四人中的其中一人。

## 經歷
出生於山口縣，為陸軍中將男爵飯田俊助的次男，曾在熊本陸軍地方幼年學校、陸軍中央幼年學校求學。

### 關東軍抵抗蘇聯入侵
1945年7月被重新征召回军队，担任新编的关东军第三方面军下属第30军司令官，守卫四平一线，下属4个师中，只有1个39师团是1938年编成的，其他三个（125、138、148）都是1945年才由满洲守备队升级编成的。开战一周后，日本宣布投降。之后5年时间被苏联关押在西伯利亚，直到1950年4月才獲释放。

## 著作
- 1967《戰陣夜話》（非賣品）

## 簡表
- 1908年（明治41年）5月27日 - 陸軍士官學校畢業（20期）。
  - 12月25日 - 晉升少尉。步兵第42連隊副。
- 1911年（明治44年）12月 - 晉升中尉。
- 1912年（大正1年）12月13日 - 陸軍大學校入學。
- 1915年（大正4年）12月11日 - 陸軍大學校畢業（27期）。
- 1916年（大正5年）10月 - 臨時軍事調查委員。
- 1918年（大正7年）12月 - 晉升大尉。
- 1919年（大正8年）9月 - 陸軍省軍務局課員（軍事課）。
- 1921年（大正10年）5月 - 歐洲出差。
- 1922年（大正11年）8月 - 陸軍步兵學校教官。
- 1924年（大正13年）3月 - 晉升少佐。
- 1926年（大正15年）8月 - 步兵第44連隊大隊長。
- 1927年（昭和2年）12月 - 陸軍步兵學校教官。
- 1928年（昭和3年）8月 - 晉升中佐。
- 1930年（昭和5年）3月 - 第4師團參謀。
- 1932年（昭和7年）8月 - 晉升大佐。陸軍步兵學校教官。
- 1934年（昭和9年）8月 - 近衛步兵第4連隊長。
- 1935年（昭和10年）8月 - 第4師團參謀長。
- 1937年（昭和12年）3月1日 - 晉升少將。陸軍省兵務局長。
- 1938年（昭和13年）1月27日 - 第1軍參謀長。
  - 11月9日 - 台灣混成旅團長。
- 1939年（昭和14年）8月1日 - 晉升中將。
  - 9月12日 - 近衛師團長。
- 1941年（昭和16年）6月28日 - 第25軍司令官。
  - 11月6日 - 第15軍司令官。
- 1943年（昭和18年）3月18日 - 防衛總司令部副。
- 1944年（昭和19年）2月21日 - 中部軍司令官。
  - 12月1日 - 編入預備役，為預備役陸軍中將。
- 1945年（昭和20年）7月25日 - 接受召集成為第30軍司令官。
  - 8月17日 - 關東軍向蘇聯紅軍正式投降，被俘虜送往西伯利亞收容所強制勞動。
- 1950年（昭和25年）4月17日 - 從西伯利亞返國。
- 1980年（昭和55年）1月23日 - 死亡。享年91歲。

## 親族
- 父 飯田俊助（陸軍中將男爵）
- 兄 飯田精太郎（鐵道省電氣局長）
- 岳父 三好成行（陸軍中將）
- 女婿 國武輝人（陸軍中佐）

## 外部連結
- 飯田祥二郎經歷[永久]